# Lijst van opgeheven zelfstandige bestuursorganen
Dit is een lijst van niet meer bestaande zelfstandige bestuursorganen (zbo's). Ze zijn opgeheven, van naam veranderd of opgegaan in een ander zbo, of agentschap of baten- en lastendienst geworden. Voor de nog bestaande zbo's zie de Lijst van zelfstandige bestuursorganen.

## A
- ANOZ Ziektekostenverzekeringen NV
- Arbeidsvoorzieningsorganisatie (CBA)
- Avéro Zorgverzekeringen NV, Zaandam

## B
- Bedrijfsvereniging voor de Tabakverwerkende en Agrarische Bedrijven (BV TAB)
- Bedrijfsvereniging voor de Zuivelindustrie
- Bedrijfsvereniging voor de Bouwnijverheid
- Bedrijfsvereniging voor de Hout- en Meubelindustrie en Groothandel in Hout
- Bedrijfsvereniging voor de Textielindustrie
- Bedrijfsvereniging voor het Kledingbedrijf
- Bedrijfsvereniging voor de Leder- en Lederverwerkende Industrie
- Bedrijfsvereniging voor de Steen- Cement-, Glas- en Keramische Industrie
- Bedrijfsvereniging voor de Metaalindustrie en de Elektrotechnische Industrie
- Bedrijfsvereniging voor de Metaalnijverheid
- Bedrijfsvereniging voor de Mijnindustrie
- Bedrijfsvereniging voor de Chemische Industrie
- Bedrijfsvereniging voor de Tabakverwerkende Industrieën
- Bedrijfsvereniging voor het Bakkersbedrijf
- Bedrijfsvereniging voor het Slagers- en Vleeswarenbedrijf, de Groothandel in Vlees en de Pluimveeslachterijen 'De Samenwerking'
- Bedrijfsvereniging voor de Voedings- en Genotmiddelenindustrie
- Bedrijfsvereniging voor de Detailhandel, Ambachten en Huisvrouwen
- Bedrijfsvereniging voor de Haven- en Aanverwante Bedrijven, Binnenscheepvaart en Visserij
- Bedrijfsvereniging voor de Koopvaardij
- Bedrijfsvereniging voor het Vervoer
- Bedrijfsvereniging voor Hotel-, Restaurant-, Café-, Pension- en Aanverwante Bedrijven
- Bedrijfsvereniging voor de Gezondheid, Geestelijke en Maatschappelijke Belangen (BVG)
- Bedrijfsvereniging voor Overheidsdiensten
- Bedrijfsvereniging voor Bank- en Verzekeringswezen, Groothandel en Vrije Beroepen

## C
- Cadans, fusie van BVG en Detam
- Centraal Bureau Grafische Bedrijven
- Certificatiebureau Nederland BV (CBN)
- College Tarieven Gezondheidszorg
- College van toezicht sociale verzekeringen (1995-2001)
- College van Toezicht op de Zorgverzekeringen
- College voor de Bloedtransfusie van het Nederlandse Rode Kruis
- Commissie van Advies omtrent de Geschiktheid als Scheepsbevrachter, Rotterdam

## D
- Dienst Omroepbijdragen (DOB)

## F
- FBTO Zorgverzekeringen NV (FBTO Zorg)
- Fonds Voorheffing Pensioenverzekering

## G
- Grafische Bedrijfsvereniging
- Groene Land Ziektekostenverzekeringen NV (Groene Land Verzekeringen)

## H
- Herkeuringscommissie Arbeidsomstandighedenwet
- Het Nederlands Rijpaarden en Ponystamboek (NRPB)
- Het Nederlandsch Hackney Stamboek

## I
- Informatie Beheer Groep (1994-2010)

## J
- Jachtfonds

## K
- Koninklijke Vereniging "Het Friesch Paarden-Stamboek"
- Koninklijke Vereniging "Het Nederlandse Trekpaard en De Haflinger"
- Koninklijke Vereniging Warmbloed Paardenstamboek in Nederland

## L
- Landelijk instituut sociale verzekeringen (Lisv)

## N
- Nederlands Instituut voor Oorlogsdocumentatie (NIOD)
- Nederlandse Mededingingsautoriteit (NMa) (1998-2013)
- Nederlands New Forest Pony Stamboek
- Nederlands Shetland Pony Stamboek
- Nederlandse Filmkeuring
- Nederlandse Onderneming voor Energie en Milieu (Novem) BV
- Nederlandse Vereniging van Fokkers en Liefhebbers van de Mérens
- Nieuwe Algemene Bedrijfsvereniging
- Nieuwe Industriële Bedrijfsvereniging
- NV Ongevallen- en ZiektekostenverzekeringsMaatschappij CONCURAS
- NV Schadeverzekering Maatschappij 'De Nederlanden van 1870', Diemen

## O
- Octrooiraad (1912-2004)
- Onafhankelijke Post en Telecommunicatie Autoriteit (OPTA) (1997-2013)
- Ongevalsraden
- Ontslagcommissie voor het personeel van de Arbeidsvoorzieningsorganisatie
- OWM ANOVA Zorgverzekeringen U.A.
- OWM ANOZ Zorgverzekeringen U.A. (ANOZ Verzekeringen)
- OWM Nationale Zorgverzekeraars Combinatie U.A. (NZC)
- OWM OHRA Zorgverzekeringen U.A., Den Haag
- OWM Oostnederland Zorgverzekeraar Ziekenfonds U.A.
- OWM RZG zorgverzekeraar U.A., Groningen
- OWM RZR Zorgverzekeraar U.A.
- OWM ZAO Zorgverzekeringen U.A.
- OWM Ziekenfonds TopZorg U.A. (Verzekeringgroep Geové), Velp

## P
- PRO-LIFE Zorgverzekeringen U.A.

## R
- Cluster Regionale Besturen voor de Arbeidsvoorziening
- Cluster Regionale Directeuren van de Arbeidsvoorzieningsorganisatie

## S
- Sociale Verzekeringsraad (De SVr bestond van 1953 tot 1994)
- Stamboek Vereniging "Het Groninger Paard"
- Stichting (DLO-)Instituut voor Milieu- en Agritechniek (IMAG)
- Stichting aanvullende Oudedagsvoorziening sociale Werkvoorziening
- Stichting Effectenvernieuwingsbureau
- Stichting Examens Personenvervoer (SEP)
- Stichting Examens Vakbekwaamheid Honden- en Kattenbesluit (SEV)
- Stichting Fonds voor de Amateurkunst
- Stichting Fonds voor de Podiumkunsten
- Stichting Fonds voor het Bibliotheekwerk voor blinden en slechtzienden
- Stichting Informatie- en Coördinatieorgaan Dienstverlening Oorlogsgetroffenen (ICODO)
- Stichting Landelijke Mestbank
- Stichting Nederlandse Algemene Keuringsdienst voor Bloemisterijen Boomkwekerijgewassen
- Stichting Nederlandse Algemene Keuringsdienst voor Groente- en Bloemzaden (NAK-G)
- Stichting Nederlandse Vleeswarenkontrole
- Stichting Pensioenfonds sociale Werkvoorziening
- Stichting Registratie Gezelschapsdieren Nederland (SRGN)
- Stichting Silicose Oud-Mijnwerkers
- Stichting Sociaal Fonds Bouwnijverheid
- Stichting Uitvoering Medefinanciering van de Wet oververtegenwoordiging oudere ziekenfondsverzekerden (Stichting MOOZ)
- Stichting vrijwillig vervroegde Uittreding Sociale Werkvoorziening

## U
- USZO/Defensie

## V
- Vereniging "Het Nederlands Dartmoor Pony Stamboek"
- Vereniging "Het Nederlandse Fjordenpaarden Stamboek"
- Vereniging "Nederlands Connemara Pony Stamboek"
- Vereniging het Nederlandse Appaloosa Stamboek
- Voedselvoorzieningsin- en verkoopbureau (VIB), Roermond